# Paul Bergmann
Pour les articles homonymes, voir Bergmann.
Paul Bergmann (né le 11 juin 1881 à Oberreißen (grand-duché de Saxe-Weimar-Eisenach) et mort le 25 mai 1951 à Hambourg) est un homme politique allemand de la République de Weimar  (SPD) et syndicaliste. Il est membre de la Bürgerschaft de Hambourg de 1919 à 1928 et au Reichstag de 1928 (4e législature) à 1932 (6e législature). Après la Seconde Guerre mondiale, il est de nouveau membre de la Bürgerschaft de Hambourg.

## Biographie
Après l'école primaire, il apprend le métier de boucher à Weimar. Il travaille ensuite comme artisan dans différentes villes allemandes et du Danemark. En 1904, il rejoint le SPD, en 1907 il devient le représentant autorisé de la caisse de l'Association centrale des bouchers puis rédacteur en chef de la revue Der Fleischer éditée par l'association.
En tant que soldat, il participe à la Première Guerre mondiale jusqu'en 1915, après quoi il rejoint l'USPD. Le 1er avril 1928, il également nommé Gauleiter de l'Association des travailleurs de l'alimentation et des boissons. L'association est née de la fusion des associations de boulangers et pâtissiers, brasseurs, meuniers, bouchers et tonneliers.
En 1918, il devient rédacteur en chef du journal Die Rote Fahne du conseil des travailleurs et des soldats, publié à Hambourg, et président de l'USPD local. En mars 1919, il devient l'un des principaux candidats de l'USPD, membre du parlement de Hambourg et président de la faction de son parti. En tant que porte-parole de l'USPD au comité constitutionnel, Bergmann - comme Kurt Eisner en Bavière - s'est prononcé en faveur d'un système qui combinerait des éléments de démocratie parlementaire et de démocratie de conseil. Bergmann est membre du parlement de l'État (avec une interruption d'avril 1920 à février 1921 en raison du retour du mandat forcé par la majorité du parti) jusqu'en 1928. En outre, il est rédacteur en chef et plus tard directeur général de l'organe local de l'USPD Hamburger Volkszeitung (de) ; Lorsque cela avec la majorité de l'USPD de Hambourg autour d'Hermann Reich (de) et Ernst Thälmann est allé au KPD à la fin de 1920, il est devenu l'éditeur et rédacteur en chef du Hamburger Tribüne, le journal de la minorité restée avec l'USPD, qui fusionne avec le Le SPD en 1922, dont il est temporairement membre de l'exécutif régional. Au sein du SPD pendant la période de Weimar, Bergmann appartient à l'aile gauche du parti. Bien qu'il appartienne au cercle restreint de Max Seydewitz (de) et Kurt Rosenfeld et est impliqué dans la fondation de l'organe de factions Die Fackel à l'automne 1931, qui conduit à l'expulsion de six membres du Reichstag et à la constitution du SAPD, Bergmann, gravement malade au moment de la fondation du SAPD, reste dans le SPD.
À Hambourg, il est membre de la commission de presse de l'organe du SPD Hamburger Echo (de), membre du conseil de surveillance de l'association des consommateurs, du bâtiment et de l'épargne "Produktion" Hambourg et des ateliers de Hambourg pour les handicapés. Il est également juge du travail.
En 1928, il entre au Reichstag pour la 34e circonscription (Hambourg), dont il est membre jusqu'en 1932. Après l'arrivée au pouvoir du NSDAP, Bergmann est emprisonné pendant quatre semaines et à l'été 1944, il est de nouveau emprisonné dans le camp de concentration de Fuhlsbüttel pendant quelques semaines dans le cadre de la Grid Action. En 1946, il devient membre de la première Bürgerschaft élue après la libération du national-socialisme.
Le Bergmannring à Hambourg-Horn porte son nom.